# عمر سانتانا
عمر سانتانا (بالإسبانية: Omar Santana)‏ هو لاعب كرة قدم إسباني، ولد في 14 أبريل 1991 في لاس بالماس دي غران كناريا في إسبانيا. لعب مع أتلتيكو مدريد ب.

## وصلات خارجية
- عمر سانتانا على موقع قاعدة بيانات كرة القدم.إي يو (الإنجليزية)
- عمر سانتانا على موقع Soccerway.com (الإنجليزية)